# Шишкин, Сергей Николаевич
Серге́й Никола́евич Ши́шкин (15 февраля 1950, Москва — 29 января 2016, Кампала) — российский дипломат. Чрезвычайный и полномочный посол Российской Федерации в Уганде (2008—2016).

## Биография
В 1971 году окончил Московский государственный университет им. М. В. Ломоносова. В 1980 году окончил аспирантуру МГУ.
С 1972 года на дипломатической службе. Начал свою дипломатическую карьеру как референт-переводчик Генерального консульства СССР в Гётеборге (Швеция).Работал на различных дипломатических должностях в центральном аппарате МИД СССР и России и за рубежом.
- В 1990—1992 годах — заведующий отделом Второго Европейского управления МИД СССР и МИД России.
- В 1992—1993 годах — советник-посланник Посольства России в Дании.
- В 1995—1997 годах — заместитель начальника Управления внешнеполитического планирования МИД России.
- В 1997—2001 годах — советник-посланник Посольства России в Финляндской Республике.
- В 2001—2003 годах — заместитель директора Второго Европейского департамента МИД России.
- В 2003—2008 годах — заместитель директора Департамента внешнеполитического планирования МИД России.
- С 14 октября 2008 по 29 января 2016 года — чрезвычайный и полномочный посол Российской Федерации в Республике Уганда[1][3].
- С 18 июля 2013 по 29 января 2016 года — чрезвычайный и полномочный посол Российской Федерации в Республике Южный Судан по совместительству[4][1]. Участвовал в установлении дипломатических отношений с Южным Суданом.

Когда к Русской Православной Старообрядческой Церкви обратились христианская община Кампалы (Уганда) с просьбой принять их под омофор Московского митрополита, С. Н. Шишкин принял самое живое участие в этом деле, активно содействуя контактам этих общин и РПСЦ. Как отмечается на сайте РПСЦ: «само же российское посольство стало своеобразным пунктом связи между российским старообрядчеством и христианами Уганды».
В 2015 году обеспечивал передачу в фонд Всемирной продовольственной программы ООН в Уганде 67 российских грузовиков КамАЗ. Участвовал в разработке соглашения между Угандой и Россией, которое должно служить расширению сотрудничества двух стран в экономической, социальной и политической сферах, в охране водных ресурсов и окружающей среды.

## Награды
- Почётный работник Министерства иностранных дел Российской Федерации

## Дипломатический ранг
- Чрезвычайный и полномочный посланник 2 класса (18 июля 1992)[6]
- Чрезвычайный и полномочный посланник 1 класса (8 августа 2000)[7]
- Чрезвычайный и полномочный посол (30 июля 2012)[8]